# 冬天里也有阳光
《冬天里也有阳光》為中國歌手王子鸣的音樂專輯，其同名主打歌曾获云南音乐台“1996年度十大金曲”奖，并让王子鸣获“最受欢迎男歌手”奖。

## 基本资料
- 专辑：冬天里也有阳光
- 歌手：王子鸣
- 发行年份：2000年
- 曲风：大陆
- 语种：普通話

## 曲目
1. 总是想你
2. 想你才明白
3. 天上人间
4. 请你留在我身边
5. 那个秋季的你
6. 万紫千红
7. 只因为
8. 人间
9. 为我归来吧
10. 依靠
11. 冬天里也有阳光
12. 风雨一个人走
13. 如果有缘
14. 我的心等着你
15. 伤心雨
16. 说好了秋天就回来